# Suomenniemi
Suomenniemi var en kommun i landskapet Södra Karelen i Finland. Kommunen hade 754 invånare (2012), på en yta av 362,96 km².
Den 1 januari 2013 förenades Suomenniemi jämte Kristina med S:t Michels stad.
Suomenniemi var enspråkigt finskt.